# 日野勝次郎
日野 勝次郎（ひの かつじろう、1906年9月10日 - 1995年5月7日）は、日本の経営者。河北新報社代表取締役を務めた。宮城県出身。

## 経歴
1930年に東北帝国大学法文学部経済学科を卒業し、同年10月に河北新報社に入社。1946年1月に監査役に就任し、1947年8月に取締役、1949年7月に常務、1962年4月に専務を経て、1963年10月には代表取締役(現在の社長の地位に相当)に就任。1970年1月に副会長に就任し、1972年8月に取締役相談役を経て、1978年3月には相談役に退いた。河北ビル社長、東北放送取締役も務めた。
1977年4月に勲三等瑞宝章を受章。
1995年5月7日肺炎のために死去。88歳没。